# Шалва Гадабадзе
Шалва Гадабадзе (азерб. Şalva Qadabadze; нар. 30 травня 1984, Тбілісі) — грузинський та азербайджанський борець греко-римського стилю, бронзовий призер чемпіонатів світу, триразовий бронзовий призер чемпіонатів Європи, переможець та дворазовий бронзовий призер кубків світу, учасник Олімпійських ігор.

## Життєпис
Боротьбою почав займатися з 1993 року. Чемпіон Європи серед кадетів 2000 року у складі збірної Грузії.
Виступає за спортивний клуб Атаспорт, Баку. Тренер — Елдшин Джафаров.

## Спортивні результати на міжнародних змаганнях

### Виступи на Олімпіадах
| Змагання                    | Збірна      | Вагова категорія                 | Місце |
| --------------------------- | ----------- | -------------------------------- | ----- |
| Літні Олімпійські ігри 2008 | Азербайджан | греко-римська боротьба, до 84 кг | 8     |
| Літні Олімпійські ігри 2012 | Азербайджан | греко-римська боротьба, до 96 кг | 10    |

### Виступи на Чемпіонатах світу
| Змагання                        | Збірна      | Вагова категорія                 | Місце  |
| ------------------------------- | ----------- | -------------------------------- | ------ |
| Чемпіонат світу з боротьби 2009 | Азербайджан | греко-римська боротьба, до 84 кг | 5      |
| Чемпіонат світу з боротьби 2011 | Азербайджан | греко-римська боротьба, до 96 кг | 10     |
| Чемпіонат світу з боротьби 2013 | Азербайджан | греко-римська боротьба, до 96 кг | Бронза |
| Чемпіонат світу з боротьби 2014 | Азербайджан | греко-римська боротьба, до 98 кг | 23     |

### Виступи на Чемпіонатах Європи
| Змагання                         | Збірна      | Вагова категорія                 | Місце  |
| -------------------------------- | ----------- | -------------------------------- | ------ |
| Чемпіонат Європи з боротьби 2006 | Грузія      | греко-римська боротьба, до 84 кг | 9      |
| Чемпіонат Європи з боротьби 2009 | Азербайджан | греко-римська боротьба, до 84 кг | Бронза |
| Чемпіонат Європи з боротьби 2010 | Азербайджан | греко-римська боротьба, до 84 кг | 17     |
| Чемпіонат Європи з боротьби 2011 | Азербайджан | греко-римська боротьба, до 96 кг | Бронза |
| Чемпіонат Європи з боротьби 2012 | Азербайджан | греко-римська боротьба, до 96 кг | Бронза |
| Чемпіонат Європи з боротьби 2013 | Азербайджан | греко-римська боротьба, до 96 кг | 5      |
| Чемпіонат Європи з боротьби 2014 | Азербайджан | греко-римська боротьба, до 98 кг | 21     |

### Виступи на Кубках світу
| Змагання                    | Збірна      | Вагова категорія                 | Місце  |
| --------------------------- | ----------- | -------------------------------- | ------ |
| Кубок світу з боротьби 2009 | Азербайджан | греко-римська боротьба, до 84 кг | 9      |
| Кубок світу з боротьби 2011 | Азербайджан | греко-римська боротьба, до 96 кг | Бронза |
| Кубок світу з боротьби 2012 | Азербайджан | греко-римська боротьба, до 96 кг | Золото |
| Кубок світу з боротьби 2013 | Азербайджан | греко-римська боротьба, до 96 кг | Бронза |

### Виступи на інших змаганнях
| Змагання                                                         | Збірна      | Вагова категорія                 | Місце  |
| ---------------------------------------------------------------- | ----------- | -------------------------------- | ------ |
| Чемпіонат світу з боротьби серед студентів 2005                  | Грузія      | греко-римська боротьба, до 84 кг | Золото |
| Золотий Гран-прі з боротьби 2006                                 | Грузія      | греко-римська боротьба, до 84 кг | Бронза |
| Олімпійський кваліфікаційний турнір з боротьби 2008 (Роме-Остія) | Азербайджан | греко-римська боротьба, до 84 кг | 24     |
| Олімпійський кваліфікаційний турнір з боротьби 2008 (Новий Сад)  | Азербайджан | греко-римська боротьба, до 84 кг | Золото |
| Золотий Гран-прі з боротьби 2008                                 | Азербайджан | греко-римська боротьба, до 84 кг | Золото |
| Міжнародний турнір «Cristo Lutte» 2009                           | Азербайджан | греко-римська боротьба, до 96 кг | Золото |
| Золотий Гран-прі з боротьби 2009                                 | Азербайджан | греко-римська боротьба, до 84 кг | 12     |
| Турнір Вехбі Емре 2010                                           | Азербайджан | греко-римська боротьба, до 84 кг | Золото |
| Золотий Гран-прі з боротьби 2010 (Сомбатгей)                     | Азербайджан | греко-римська боротьба, до 84 кг | 5      |
| Золотий Гран-прі з боротьби 2010 (Баку)                          | Азербайджан | греко-римська боротьба, до 84 кг | Срібло |
| Турнір Вехбі Емре 2011                                           | Азербайджан | греко-римська боротьба, до 96 кг | Бронза |
| Кубок Президента Казахстану з боротьби 2011                      | Азербайджан | греко-римська боротьба, до 96 кг | 4      |
| Золотий Гран-прі з боротьби 2011 (Баку)                          | Азербайджан | греко-римська боротьба, до 96 кг | 7      |
| Золотий Гран-прі з боротьби 2012 (Стамбул)                       | Азербайджан | греко-римська боротьба, до 96 кг | Бронза |
| Олімпійський кваліфікаційний турнір з боротьби 2012 (Софія)      | Азербайджан | греко-римська боротьба, до 96 кг | Бронза |
| Олімпійський кваліфікаційний турнір з боротьби 2012 (Тайюань)    | Азербайджан | греко-римська боротьба, до 96 кг | Золото |
| Золотий Гран-прі з боротьби 2012 (Баку)                          | Азербайджан | греко-римська боротьба, до 96 кг | Золото |
| Золотий Гран-прі з боротьби 2013 (Баку)                          | Азербайджан | греко-римська боротьба, до 96 кг | 11     |
| Золотий Гран-прі з боротьби 2014 (Баку)                          | Азербайджан | греко-римська боротьба, до 98 кг | Бронза |
| Золотий Гран-прі з боротьби 2015                                 | Азербайджан | греко-римська боротьба, до 98 кг | Золото |
| Олімпійський кваліфікаційний турнір з боротьби 2016 (Зренянин)   | Азербайджан | греко-римська боротьба, до 98 кг | Бронза |
| Олімпійський кваліфікаційний турнір з боротьби 2016 (Стамбул)    | Азербайджан | греко-римська боротьба, до 98 кг | 13     |